# Просвещённый абсолютизм
Просвещённый абсолюти́зм — политика, проводимая во второй половине XVIII века рядом монархических стран Европы, сочетавшая принципы абсолютной монархии с некоторыми идеями французских просветителей.
Главной идеей Просвещенного абсолютизма является понимание монарха (царя, императора) собственной ответственности за всех подданных, без исключения для каких-то сословий или классов. Подданные же, в свою очередь, должны оценить такое поведение государя и всячески способствовать его начинаниям.
Просвещенный абсолютизм как политика достижения в государстве «общего блага», и проводимая во второй половине XVIII века рядом европейских абсолютных монархов, была тесно связана с идеями философии «эпохи Просвещения». Нередко эта политика выражалась в преобразовании наиболее устаревших социальных институтов (упразднение некоторых сословных привилегий, подчинение церкви государству, реформы — крестьянская, судебная, административная, церковная, школьного обучения, смягчение цензуры и др.), но главной целью оставалось сохранение и максимальная централизация монархической власти.

## Хронология
Хронологические границы просвещённого абсолютизма в Европе условны. Обычно приводится период с 1740 г. по 1789 г., то есть от вступления на престол прусского короля Фридриха II до французской революции.

## Основы просвещённого абсолютизма
Теория «просвещённого абсолютизма», родоначальником которой считается Томас Гоббс, вполне проникнута рационалистической философией века «просвещения». Сущность её заключается в идее светского государства, в стремлении абсолютизма поставить выше всего центральную власть. До XVIII века государственная идея, выразителем которой был абсолютизм, понималась узкопрактически: понятие о государстве сводилось к совокупности прав государственной власти. 
В литературе «просвещённый абсолютизм» был встречен восторженно. Наиболее яркий пример просвещённого абсолютизма — политическое миросозерцание Вольтера, этой же точки зрения держалась и школа физиократов с Кенэ, Мерсье-де-ла-Ривьером и Тюрго во главе. «Просветительская» литература XVIII века не только ставила задачу критики старых порядков: стремления философов и политиков того времени сходились в том, что реформа должна совершиться государством и в интересах государства. Поэтому характерная черта просвещённого абсолютизма — союз монархов и философов, которые желали подчинить государство чистому разуму.
Характерные черты просвещенного абсолютизма:
- идея равенства всех людей, государство создается в результате общественного договора, следствием которого являются взаимные обязательства монарха и подданных;
- именно государство есть главное средство создания общества всеобщего благоденствия;
- все реформы, основывающиеся на справедливых законах, должны идти сверху, от государства, в основе деятельности которого лежит принцип: «Все для народа, и ничего — посредством народа»;
- просвещение — одна из важнейших функций государства и одновременно способ воспитания из подданных сознательных граждан;
- признание свободы слова, мысли, самовыражения[7].

## Страны
Просвещённый абсолютизм охватил все страны Европы, кроме Англии, где абсолютная монархия была уже в прошлом, Речи Посполитой, где абсолютизм не сформировался в принципе, и Франции, уже достигшей того, к чему стремился просвещённый абсолютизм.
В России политику просвещённого абсолютизма проводила Екатерина II (1762—1796). 
Основное содержание просвещенного абсолютизма Екатерины II заключалось в следующем:
1) правительство стремилось оказать помощь дворянству в приспособлении их хозяйства к развивающимся торгово-денежным отношениям;
2) политика Екатерины II осуществлялась при сохранении основ крепостничества, самодержавия и господствующего положения дворянства.

## Деятели просвещённого абсолютизма
Центральными фигурами этой эпохи были Фридрих II Великий (с 1740 по 1786) и Иосиф II Австрийский (с 1780 по 1790). Другие представители просвещённого абсолютизма:
- в Испании — министр Аранда при Карле III (1759—1788)
- в Португалии — Помбал (1760—1777) при Жозе I
- в Неаполе — министр Тануччи при Карле III и Фердинанде IV
- в Тоскане — Леопольд II (1765—1790)
- в Дании — Кристиан VII (1766—1808) с министром Струэнзе (1769—1772)
- в Швеции — Густав III (1771—1792)
- в Бадене — Карл Фридрих
- в Речи Посполитой — Станислав Понятовский (1764—1795)
- в России — Екатерина II (1762—1796)

Деятельность всех этих реформаторов была в значительной степени подражанием преобразованиям Фридриха II и Иосифа II, которые воплотили в себе два направления, дополняющие друг друга и вполне характеризующие просвещённый абсолютизм. Фридрих был консерватором и во многом лишь продолжал старую политику династии Гогенцоллернов, которую хотел осветить философскими идеями века. Иосиф II, больше теоретик, «революционер на троне», порвал с политикой своих предшественников и совершил смелую попытку радикально преобразовать весь государственный строй Австрии в духе философии XVIII века. В его деятельности, так же как и в деятельности Фридриха II — много противоречий, которые внесла новая государственная идея в традиционную политику абсолютизма. Характер преобразований просвещённого абсолютизма был во всех странах один и тот же, видоизменяясь лишь в зависимости от местных условий; но он существенно отличался в протестантских странах (Пруссия) и католических (Австрия).
Не во всех странах инициатива реформы принадлежала королям. В Португалии, Испании и Неаполе в роли просвещённых деспотов выступали министры, то же произошло и в Дании во время Струэнзе.

## Реформы просвещённого абсолютизма
Все реформы просвещённого абсолютизма, стремившиеся разрушить церковно-феодальные отношения, совершались не только ввиду государственных соображений, но и содействовали эмансипации личности. Всё зависело от абсолютного монарха или его министра. Реформы захватывали область администрации, финансов, суда, интеллектуальной жизни, церкви, наконец — область сословных отношений и крестьянского быта.
В области администрации просвещенный абсолютизм стремился к бюрократической централизации, к вытеснению чиновничеством общественных сил и к подавлению интересов дворянства, был враждебен народному представительству и старался уничтожить местный партикуляризм. 
Громадную услугу оказал просвещенный абсолютизм судебному устройству и законодательству. «Один закон для всех» — таков принцип, которым руководствовался просвещённый абсолютизм. В уголовном процессе были уничтожены пытки, ограничена смертная казнь. В Австрии уже при Марии-Терезии судебная часть была отделена от администрации. Иосиф II весьма энергично работал над составлением свода законов, издал несколько частных уставов. Свод законов, изданный в Португалии Помбалем, привлёк внимание тогдашнего учёного мира. 
Просвещённый абсолютизм представляет собой эпоху сильного антагонизма между духовной и светской властью. Вместе с «просвещением» абсолютизм относился отрицательно к традициям католицизма, защищая права светского государства от клерикальной опеки и видя опасного врага в римской курии и клире. Борьба против католицизма (в католических странах) велась упорно и часто жестоко. 
В области сословных отношений вообще и крестьянского вопроса в частности просвещенный абсолютизм тоже оказал значительное влияние. И здесь во имя государственной пользы правители боролись с остатками феодализма, старались сократить аристократические привилегии и ограничить права дворян и духовенства.
В эту же эпоху впервые был поставлен на очередь крестьянский вопрос. Этому значительно способствовали физиократы, которые по своим политическим взглядам были на стороне просвещённого абсолютизма, и многие деятели просвещённого абсолютизма были сторонниками физиократов. Осуждая феодальные права, тяготевшие над землевладельцами, литература XVIII в. требовала уничтожения рабства и прекращения крепостных отношений. Вследствие этого в эпоху просвещенного абсолютизма было обращено внимание на положение сельской массы, от которой зависит обогащение казны, и рядом с покровительством обрабатывающей промышленности просвещённый абсолютизм покровительствует и крестьянскому труду.

## Основные проблемы реформ
Общая черта, отличающая представителей просвещенного абсолютизма — деспотизм в проведении своих реформ, самонадеянность и часто необдуманность, непоследовательность. Просвещённый абсолютизм, задумавший столько государственных и общественных реформ, повсюду вызвал реакцию, которая скоро уничтожает либеральные приобретения, пока французская революция не окончила начатую просвещённым абсолютизмом ликвидацию старого феодального порядка.